# Arujá
23°23′48″N 46°19′16″T / 23,39667°N 46,32111°T
Arujá là một thành phố ở bang São Paulo ở Brasil. Thành phố này có dân số (năm 2006) là 75.122 người. Diện tích 97,7 km².
Thành phố này giáp Santa Isabel về phía bắc và đông bắc, Mogi das Cruzes về phía đông nam, Itaquaquecetuba về phía nam và Guarulhos về phía tây và tây bắc. Thành phố này nằm ở độ cao 755 m, cách thủ phủ bang São Paulo 37 km. Theo thống kê năm 2000, thành phố này có 59.185 dân, trong đó dân đô thị là 56.630 người, nông thôn 2555 người, nam giới 29.514 người và nữ giới 29.671 người. Thành phố này là một đô thị thành phần của vùng đô thị Đại São Paulo.